# オンコプリスティス
オンコプリスティス (Onchopristis)は、前期白亜紀から後期白亜紀にかけて地球上の広い範囲の淡水系に生息していた軟骨魚類の属の一つである。学名は古代ギリシャ語で｢腫れたエイ｣を意味する。

## 概説

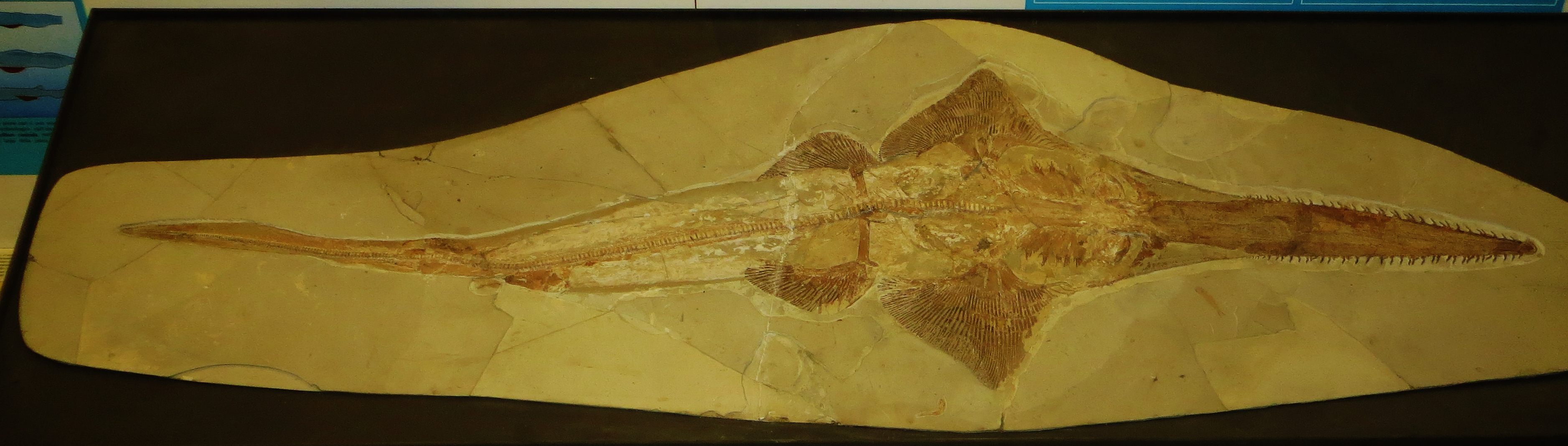
スクレロリンクス亜目に含まれるLibanopristisの全身化石
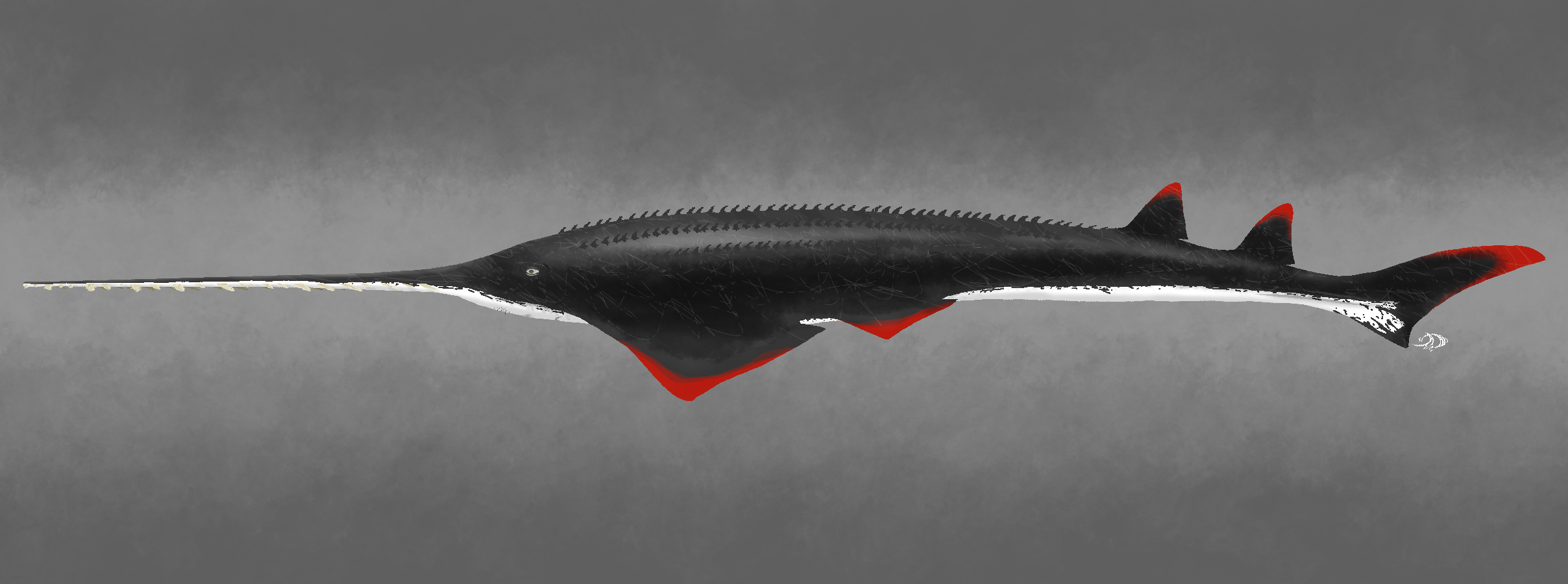
スクレロリンクス亜目に含まれるAtlanticopristisの復元図。同亜目の他種の全身化石に基づく
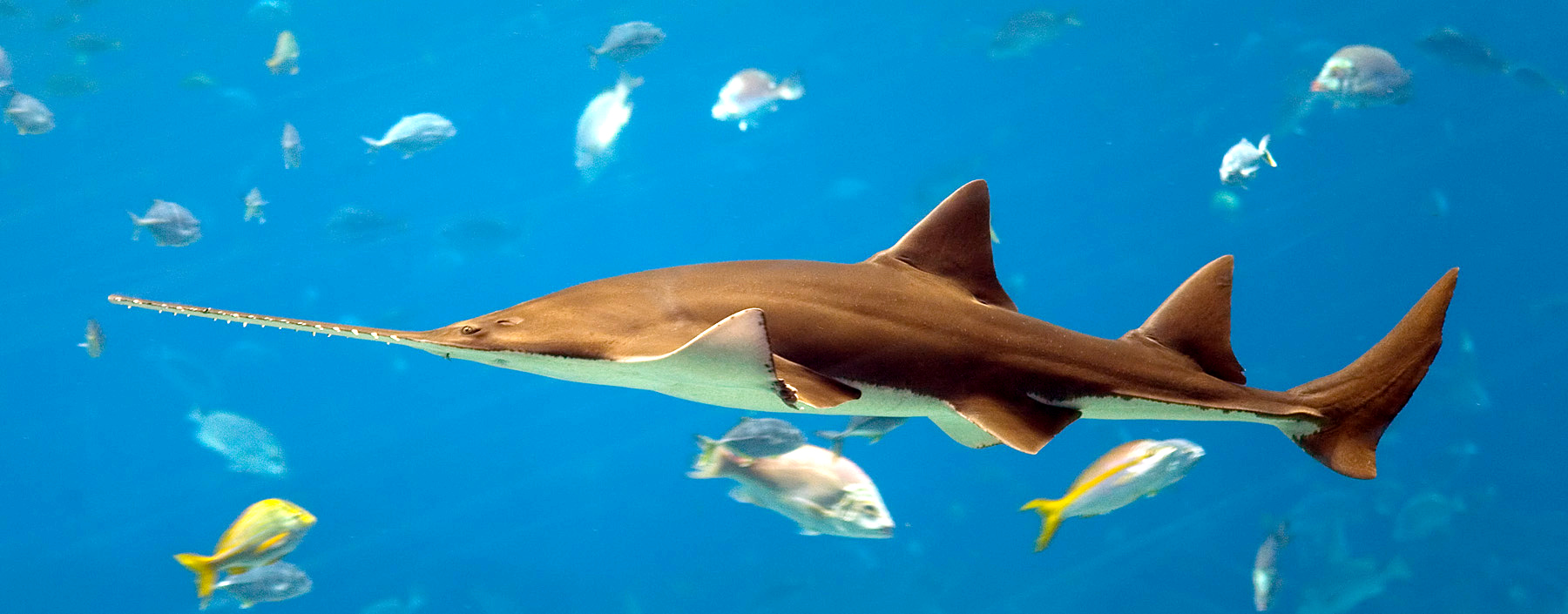
現生のノコギリエイ。体型は似ているが鰭の位置などが異なることが分かる

オンコプリスティスはノコギリエイに似た軟骨魚類であるが、ノコギリエイとは目レベルで異なり、この属はガンギエイ目に含まれる。この属を含むスクレロリンクス亜目は英語で「sawskate（saw=ノコギリ、skate＝ガンギエイ）」と呼ばれる場合がある。北アメリカとニュージーランドと北アフリカから知られている。近縁種に基づくと、全長は3～4.2メートルほどになる。現生のノコギリエイと同じく、目は頭のてっ辺にあり、口と鰓は体の腹側に付いている。ノコギリ状の口吻は1-2mの長さになる。模式種 O. numida（以前O. numidusとされた種）では全ての歯に1つのかえしがついている。O. dunklei ではそれらにかえしが2～5、その亜種O. d. praecursorでは2～3本備わっている。口吻は現生のいくつかの軟骨魚類に散見されるように電磁的なセンサーで、獲物を探査するのに用いたと思われる。オンコプリスティスは湖や河川に生息していたと思われる。